# (4003) Schumann
Pour les articles homonymes, voir Schumann.
(4003) Schumann est un astéroïde de la ceinture principale.

## Description
(4003) Schumann est un astéroïde de la ceinture principale. Il fut découvert par Freimut Börngen le 8 mars 1964 à Tautenburg. Il présente une orbite caractérisée par un demi-grand axe de 3,43 UA, une excentricité de 0,093 et une inclinaison de 5,04° par rapport à l'écliptique.
Il fut nommé en hommage au compositeur romantique allemand Robert Schumann (1810-1856).

## Compléments